# ESM1
La molècula específica de cèl·lules endotelials (ESM1, de l'anglès endothelial cell-specific molecule 1) és una proteïna glicosilada codificada pel gen ESM1 en humans.
Aquest gen codifica una proteïna secretada que s'expressa principalment a les cèl·lules endotelials dels teixits pulmonars (a la xarxa de capil·lars dels alvèols) i renals humans (als nivells inferiors). L'expressió d'aquest gen està regulada per citocines, cosa que suggereix que pot tenir un paper en trastorns patològics dependents de l'endoteli. La transcripció conté múltiples senyals de poliadenilació i inestabilitat de l'ARNm.
El producte del gen ESM-1 també s'anomena endocan des de l'any 2001, quan va ser caracteritzat com a proteoglicà de sulfat de dermatà per Bechard. Posteriorment es va descriure endocan / ESM-1 com a biomarcador específic de cèl·lules de punta durant la neoangiogènesi. S'ha demostrat que l'expressió d'endocan augmenta en presència de factors de creixement proangiogènics com el factor de creixement endotelial vascular (FCEV) o el factor de creixement de fibroblasts 2 (FGF-2). En càncers hipervascularitzats, s'ha detectat la sobreexpressió d'endocan mitjançant immunohistoquímica mitjançant anticossos monoclonals contra endocan / ESM-1. En l'àmbit molecular, algunes de les seves funcions són l'ancoratge de receptors del factor de creixement d'hepatòcits, de factor de creixement insulínic i d'integrines.

## Estructura
El gen ESM1 està situat en la posició q11.2 del cromosoma 5 i està format per tres exons i dos introns amb una longitud total de 2006 parells de bases nitrogenades. El primer exó i part del segon, codifiquen una part de la proteïna rica en cisteïna a l'extrem amino-terminal. A més a més, el segon també codifica una regió (113-118 FPFFQY) rica en fenilanilina. Finalment, l'exó 3 codifica una seqüència de 33 aminoàcids, situats a l'extrem carboxil-terminal, que situa el lloc d'O-gliscosilació a la serina 137.
Finalment, l'ESM1 resulta en un proteoglicà ric en cisteïna d'uns 50kDa format per 165 aminoàcids madurs, que corresponen a un 40 per cent del seu pes, i una cadena única de sulfat dermatà O-glicosilada a la serina 137, que representa el 60 per cent restant.

### Estructura primària
L'estructura primària d'aquesta proteïna immadura (en un Homo sapiens) està formada per una cadena polipeptídica de 184 aminoàcids que, posteriorment, després de la maduració, es redueixen a la cadena principal formada 165 aminoàcids en eliminar els primers 19 aminoàcids de l'extrem N-terminal, que representen un pèptid senyal.
La seqüència inicial d'aminoàcids és: 
Signal peptid:
MKSVLLLTTLLVPAHLVAA (19)
Cadena principal: 
WSNNYAVDCP (10) QHCDSSECKS (20) SPRCKRTVLD (30) DCGCCRVCAA (40) GRGETCYRTV (50) SGMDGMKCGP (60) GLRCQPSNGE (70) DPFGEEFGIC (80) KDCPYGTFGM (90) DCRETCNCQS (100) GICDRGTGKC (110) LKFPFFQYSV (120) TKSSNRFVSL (130) TEHDMASGDG (140) NIVREEVVKE (150) NAAGSPVMRK (160) WLNPR

### Estructura secundària
La cadena polípeptidica codificada pel gen ESM1 s'ha observat que estableix enllaços per ponts d'hidrogen entre àtoms de la cadena principal formant 16 làmines beta paral·leles i antiparal·leles.

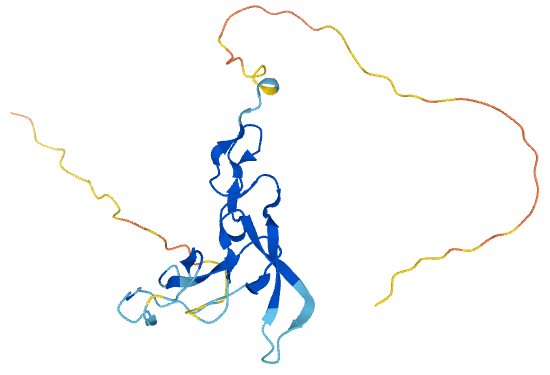
Predicció de l'estructura tridimensional de la molecula específica de les cèl·lules endotelials (ESM1)

## Localització
Inicialment, després de ser descoberta el 1996 pel científic francès Lassalle, es pensava que la proteïna ESM1 s'expressava únicament a les cèl·lules endotelials vasculars pulmonars, ja que es troba a les cèl·lules endotelials del teixit pulmonar. D'aquí que se l'anomenés molècula específica de les cèl·lules endotelials. Posteriorment, després de realitzar diversos estudis es va descobrir que el gen també s'expressava al ronyó, fetge, pulmó, glàndula tiroide, ganglis limfàtics, pell i tracte gastrointestinal. Tot i això, el gen no es detecta en òrgans rics en vasculars, com és el cas del cor, la placenta o el pàncrees.

La seva localització dins el cariotip humà és al cromosoma 5, en concret a la band 5q11.2, s'inicia a 54,977,867 bp i s'acaba a 55,022,671 bp. Aquest gen també es pot trobar en ratolins, en aquest cas el gen es troba al cromosoma 13, en el fragment 113,209,659 bp - 113,218,098 bp.

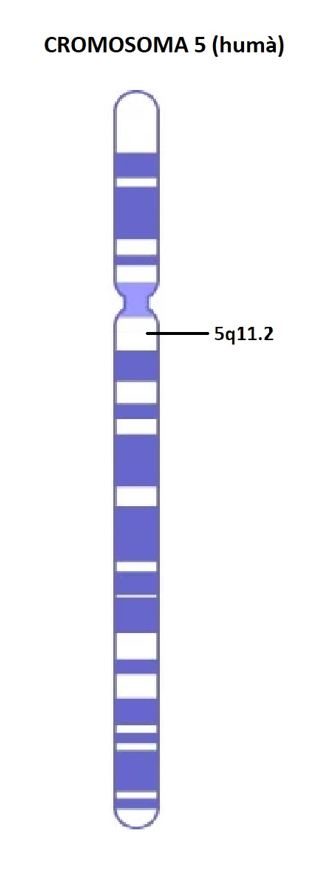
Localització del gen ESM1 al cromosoma 5 (humà)

## Regulació de l'expressió
El nivell d'expressió del gen ESM1 és regulat per un gran nombre de citocines proinflamàtories i factors de creixement, entre els quals s'inclouen: 
- Factor de necrosi tumoral-α (TNF-α)
- Interleucina-1β (IL-1β)
- Interleucina-8 (IL-8)
- E-selectina
- Factors de creixement transformant-β1 (TFG-β1)
- Lipopolisacàrids (LPS)
- Factor nuclear-kB (NF-kB)
- Acetat de miristat de forbol (PMA)
- Àcid retinoic
- Factor de creixement endotelial vascular (FCEV)

Aquest darrer correspon a un dels moduladors més importants en la regulació de l'expressió del gen ESM1. En l'estudi d'aquest factor de creixement in vitro s'observa que els nivells d'ARNm del gen són dependents del temps i la dosi de FCEV. Aquest factor afecta positivament la transcripció d'ESM1 a través de la via de senyalització PKC-NF-kB, i no mitjançant la via Src o MEK/MAPK.
S'observa que l'expressió d'aquest gen és significativament elevada en condicions d'hipòxia intermitent quan es compara amb l'expressió en condicions de normoxia. Així doncs, la hipòxia intermitent representa un paper vital en l'expressió del gen ESM1 a través de la via HIF-1α/FCEV. Sota aquestes condicions, HIF-1α s'incrementa de manera significativa i, a continuació, estimula l'expressió de l'FCEV.
D'altra banda, el gen ESM1 també es regula negativament, reduint-ne l'expressió, mitjançant: 
- Interleucina-4 (IL-4)
- Interferó-γ (IFN-γ)
- Fosfatidilinositol 3-cinasa (PI3K)
- Factor de transcripció de l'homeodomini (HHEX)

El factor de transcripció de l'homeodomini és una proteïna de domini homòleg que es caracteritza per una riquesa en l'aminoàcid prolina i que pertany a la família homeobox. Aquesta proteïna és capaç d'inhibir directament el gen ESM1 unint-se a HRE, que és la resposta original en el gen ESM1.

## ESM1 i el seu paper en elcàncer
La proteïna ESM1 té un comportament encara poc conegut, però en diverses investigacions s'ha vist que té un paper important en cèl·lules canceroses que influeix en el curs de la malaltia i, per tant, té aplicacions mèdiques pel que fa als tractaments contra el càncer (càncer de pròstata, càncer de còlon...).
En aquestes cèl·lules canceroses s'hi troba que l'expressió de ESM1 eleva la tendència a desenvolupar tumors i metàstasi, això resulta en un increment de la proliferació d'aquestes cèl·lules (fins a formació de colònies) causada per la reducció de l'expressió de la proteïna p21 i, en contraposició, el creixement notable de la ciclina D1 en aquestes cèl·lules.
La mancança de ESM1 dins les cèl·lules canceroses afecten l'expressió de les proteïnes MMP-9 positivament, i a TIMP-1 negativament. Aquesta regulació MMP-9/TIMP-1 és un dels mètodes mitjançant el qual la ESM1 indueix la tumorgenicitat, pel fet que promouen la invasivitat, d'entre altres coses.
L'expressió desmesurada de la proteïna ESM1 també afecta la reproducció de cèl·lules HCT 116, ja que s'ha comprovat que interactua amb el complex proteic NF-kB i l'activa tant a ell com al seu promotor.
El conjunt d'estudis que s'estan realitzant i els descobriments del comportament intracel·lular d'aquesta proteïna demostren que pot ser de gran utilitat per al diagnòstic de càncer, ja que està involucrada en la supervivència de la cèl·lula, el seu cicle de progressió, la migració i la invasió de teixits.

### Càncer de pròstata
L'acumulació de ESM1 al nucli de la cèl·lula està lligada amb la proliferació del càncer de pròstata, ja que interacciona amb el domini ARN de la β-catenina i estabilitza el complex β-catenina-TCF4, això facilita la transactivació de la via de senyalització Wnt/β-catenina. Una activació anormal de Wnt/β-catenina promourà la renovació de cèl·lules mare, així com la metàstasi i, per tant, expansió del càncer, Alhora, l'activació de la β-catenina facilita l'entrada de ESM1 al nucli.

### Marcador decàncer de fetge
L'hepatocarcinoma macrotrabecular massiu (MTM-HCC, de l'anglès Macrotrabecular-massive hepatocellular carcinoma) és un subtipus de carcinoma del fetge associat amb la recaiguda prematura causada posterior a una resecció o ablació percutània. En un estudi dut a terme el 2019 als Estats Units, es va observar que la presència de ESM1 en cèl·lules epitelials de pacients malalts (és a dir la seva sensibilitat) era de 97%, i la seva absència en cèl·lules epitelials de pacients sans (la seva especificitat) era de 92%, fent-lo un biomarcador molt precís.

### Marcador decàncer de bufeta
La sobreexpressió de ESM1, relacionada amb els gens SNHG14 i miR-211-3p, permet identificar càncer de bufeta urinària. Quan hi ha una sobreexpressió de miR-211-3p, aquesta competeix en el procés de binding amb SNHG14, inhibint-la i disminuint la presència de ESM1, es produeix una depressió d'entrada al cicle cel·lular, de formació de colònies i de les habilitats d'invasió, migració i proliferació, a més facilita l'apoptosi de les cèl·lules canceroses. El contrari passa quan la sobreexpressió és de SNHG14, no de miR-211-3p. La ESM1 augmenta la seva presència i no s'inhibeixen els efectes del càncer.